# ベラ・クーラ
ベラ・クーラ（英: Bella Coola）は、カナダのブリティッシュコロンビア州 カリブー地域の未編入地域（市町村などの基礎自治体に属さない地域）で、セントラル・コースト地域の行政府がおかれているコミュニティーである。ベラ・クーラ渓谷にあり、点在するいくつかの集落の総称である。
2021年の国勢調査では総人口は2,163人で、2016年調査より8%増加している。
近年、ベラ・クーラ渓谷からアクセス出来る雪山へヘリスキーで訪れる人が増えており、2017年以来ヘリスキー世界一オペレーションとの評判もあり、またスキー及びスノーボードの映画なども撮影されている。

## 歴史
有史以前からニューホーク族が居住していたことが口伝及び初期の欧州系入植者の記録によって伝えられている。1793年にスコットランドの探検家アレグザンダー・マッケンジーが東側より到達し、欧州人で初めてメキシコ以北で大陸横断を果たした記録となった。
その後、先住民以外の入植者は19世紀になるまで限定的で、ハドソン湾会社の毛皮貿易の交易所が河口に設立され徐々に付近に入植が始まった。1860年代のカリブー・ゴールドラッシュで栄え、一時はカナダ太平洋鉄道の終着駅の候補地にもなったこともあった（バラード入江が最終的に選択され現在のバンクーバーとなった）。
ノルウェー系の入植者コミュニティーがその後設定されたが、ニューホーク族も1862年の天然痘禍で人口の大幅な減少が起きた。1980年にオーシャン・フォールズ集落の製紙工場閉鎖による人口減により、地域の行政機能がベラ・クーラに移転した。